# W stepie szerokim (pieśń)
W stepie szerokim (także Pieśń o małym rycerzu) – utwór muzyczny z 1969 roku autorstwa Wojciecha Kilara (muzyka) i Jerzego Lutowskiego (tekst) pochodzący z serialu telewizyjnego Przygody pana Michała, który zaśpiewał Leszek Herdegen. Pieśń stała się popularna wśród polskich kibiców siatkówki, którzy śpiewają ten utwór podczas meczów reprezentacji narodowej mężczyzn.
Bohaterem pieśni jest Michał Wołodyjowski, postać literacka, jeden z głównych bohaterów Trylogii Henryka Sienkiewicza. Ze względu na niski wzrost zwany „Małym Rycerzem”. Fikcyjny bohater literacki był częściowo wzorowany na autentycznej postaci historycznej – pułkowniku Jerzym Wołodyjowskim (żyjącym w latach 1620–1672).